# Archithosia sordida
Archithosia sordida là một loài bướm đêm thuộc phân họ Arctiinae, họ Erebidae.